# Mawsley
Mawsley – wieś w Anglii, w hrabstwie Northamptonshire, w dystrykcie (unitary authority) North Northamptonshire. Leży 21 km na północny wschód od miasta Northampton i 107 km na północny zachód od Londynu.